# 費德拉西翁市

費德拉西翁市（西班牙語：Municipio Federación），是委內瑞拉的一個市，位於該國西北部法爾孔州，首府設於丘魯瓜拉，面積1,084平方公里，2001年人口25,889，人口密度為每平方公里23.88人。